# 로드리고 카라소 오디오
로드리고 카라소 오디오(스페인어: Rodrigo Carazo Odio, 1926년 12월 27일 ~ 2009년 12월 9일)는 코스타리카의 정치인이다. 1978년부터 1982년까지 집권했으며, 본명은 로드리고 호세 라몬 프란시스코 데 헤수스 카라소 오디오(스페인어: Rodrigo José Ramón Francisco de Jesús Carazo Odio)이다.
카라소는 카르타고에서 태어났다. 1978년 대통령 선거에서 루이스 알베르토 몽헤를 물리치고 당선되었다.
집권 당시 코스타리카는 경제적·사회적 혼란에 빠져 있었다. 재임 기간 동안 세계는 심각한 경기후퇴를 보였고, 유가가 급속도로 상승하였다. 코스타리카에서도 커피 수확량이 떨어졌다. 에르난 사엔스 히메네스(재정부장관)와 IMF의 충고와는 반대로, 그는 코스타리카 중앙은행으로부터 돈을 빌리고자 했다. 이러한 정책은 큰 효과를 거두지 못하였고, 실패로 끝났다. 1982년 4년 임기를 마치고 물러났으며, 2009년 심장마비로 타계했다.
그는 또한 북한과의 관계를 개선하기 위해 노력했다.